# 科爾熱蒙
科尔热蒙（法語：Corgémont）是瑞士联邦伯尔尼州伯尔尼汝拉的市镇。该市镇面积为17.60平方千米，海拔高度663米，2018年12月31日人口数为1,706。